# Râul Roșia, Crișul Negru
Râul Roșia sau Râul Valea Roșie (în limba maghiară Rossia-patak sau Remete-patak) este un curs de apă, afluent al râului Crișul Negru. Râul se formează în Munții Pădurea Craiului la Izbucul Roșia. Pe unele hărți, sectorul amonte de confluența cu Râul Albioara este  denumit Râul Șteaza. Râul traversează Depresiunea Beiuș și se varsă în Crișul Negru în vecinătatea localității Petrani. Cele mai importante localități situate pe malul râului sunt Roșia, Remetea și Pocola.

## Hărți
- Harta munții Pădurea Craiului  Arhivat în 16 ianuarie 2010, la Wayback Machine.
- Harta interactivă Munții Pădurea Craiului
- Harta munții Apuseni